# Alpha-casozépine
L'α-casozépine ou alpha-casozépine est un peptide constitué de dix acides aminés, issu de l'hydrolyse trypsique de la caséine bovine. Il a des propriétés anxiolytiques, agissant comme les benzodiazépines.
Il est aussi appelé hydrolysat trypsique de caséine alpha-s1 (par abus de langage, puisqu'il n'est que l'un des composants d'un tel hydrolysat), αs1-CN(91-100), ou décapeptide de caséine alpha.

## Séquence peptidique
L'alpha-casozépine est un fragment peptidique correspondant à la séquence 91-100 de la caséine alpha S1 bovine. D'après la séquence de cette dernière, la séquence de l'alpha-casozépine est donc Tyr-leu-gly-tyr-leu-glu-gln-leu-leu-arg (YLGYLEQLLR).

## Effets et utilisation
L'alpha-casozépine est un anxiolytique léger naturel,,, de mécanisme similaire aux benzodiazépines. Il présente une affinité pour les récepteurs GABA-A, mesurée in vitro environ 10000 fois moins puissante que celle du diazépam. Si son action anti-stress est nettement moins forte que celle des benzodiazépines, il n'induit en revanche aucune accoutumance ni dépendance.
Il est utilisé comme complément alimentaire en médecine humaine et vétérinaire.